# OnePlus 3
OnePlus 3（ワンプラス スリー）は、中国のOnePlusによって開発された、第4世代移動通信システム対応のSIMフリーAndroidスマートフォンである。
OnePlus 2の後続機である。また、さらなる後続機としてOnePlus 3Tが2016年11月22日に発売された。